# Jupp Balkenhol
Josef „Jupp“ Balkenhol (* 20. April 1929 in Körbecke, Provinz Westfalen, Freistaat Preußen; † 28. September 2018 in Möhnesee) war ein deutscher Lehrer und Autor, der überwiegend in niederdeutscher Sprache veröffentlichte.

## Leben
Balkenhol wuchs am Nordufer des Möhnesees auf, besuchte in seinem Geburtsort die Volksschule und dann in Soest das Archigymnasium, wo er sein Abitur ablegte. Nach dem Studium an der Pädagogischen Akademie in Essen-Kupferdreh war er Lehrer, zuerst im Ruhrgebiet, dann in Brüllingsen und zuletzt, bis zu seiner Pensionierung, in Körbecke.
In seiner Freizeit widmete sich Balkenhol der Pflege der Niederdeutschen Sprache und veröffentlichte zahlreiche plattdeutsche Bücher in Prosa und Lyrik. Über mehrere Jahrzehnte erschienen im Soester Anzeiger regelmäßig seine Kolumnen im Westfälischen Platt.
Jupp Balkenhol, der in Möhnesee auch der „Läh“ (Lehrer) genannt wurde, war verheiratet und lebte zeitlebens in Körbecke. Der gläubige Katholik war ein passionierter Jäger, den es immer wieder hinaus zu langen Spaziergängen in die heimische Feld- und Waldflur trieb. Zu seinen Freizeitbeschäftigungen gehörte in jüngeren Jahren auch das Segeln auf dem Möhnesee.

## Werke
- Hier geht es rund, lachen ist gesund: Spaß is daofüör dao, datte maket wärd; 100 Vertellekes, Dönekes, Schnäkckes, Späßkes, Sprüekskes, Hrsg.: Gemeinschaft zur Pflege heimischen Brauchtums im Kirchspiel Ense-Bremen e.V., Texte: Jupp Balkenhol, Illustration: Ria Alteköster, Ense-Bremen, 1988
- Van kleinen Luien: Sprüekskes un Vertellekes, Selbstverlag, Möhnesee 1990
- Pastörkes, Kösters, Schaulmagisters, Verlag Stein, Werl 1995, ISBN 3-920980-90-5
- Frauluie – Mannsluie, Verlag Stein, Werl 1995, ISBN 3-920980-41-7
- „… Und die ganze Vogelschar …“, Gedichte, Heimatverein Möhnesee, Möhnesee-Körbecke 1006
- Wille Bärs, Fürsterkes, Jägerlatuin, Verlag Stein, Werl 1996, ISBN 3-920980-91-3
- Pöstken: Lustige Streiche, Dönekes un Gedichtkes, Verlag Stein, Werl 1996, ISBN 3-920980-93-X
- Lach dich krank! Lach dich gesund!: Friätten-Siupen, Dokters – un de Gesundheit, Verlag Stein, Werl 1997
- Spaß auf dem Nachtkonsölchen: Originale van der Maihne, plattdeutsche Dönekes, Verlag Stein, Werl 1999, ISBN 3-920980-94-8
- Wahne Käls!, Verlag Stein, Werl 2000, ISBN 3-920980-94-8
- Dat sind Luie!: Erzähler und Heimatdichter vom Möhnesee, Textsammlung: Jupp Balkenhol, Heimatverein Möhnesee, Möhnesee ca. 2000
- Wat en Theater! Dönekes – Spoikskes un Gedichtkes, Verlag Stein, Werl ca. 2002, ISBN 3-920980-80-8
- „Hau den Lukas!“ Lustige Dönekes un Gedichtkes, Soester Kirmesgeschichten, Verlag Stein, Werl 2002, ISBN 3-920980-96-4
- Dat Beste is lachen un lustig suin, diän Schalk imme Nacken!, Verlag Stein, Werl 2003, ISBN 3-920980-81-6
- En lachend Gesichte Werl: Füör en lang Gesichte ies dat Liäwen viell te kuort!, Verlag Stein, Werl 2007, ISBN 978-3-920980-83-6